# Autópálya M34
Autópálya M34 (ungarisch für ,Autobahn M34‘) ist eine geplante Autobahn in Ungarn und Teil der Europastraße 573. Sie verläuft in Süd-Nord-Richtung beginnend in Vásárosnamény von der M3 und endet nach 38 Kilometern an der Grenze zur Ukraine bei Záhony, wo sie nach Querung der Theiß in die M 06 mündet.  Die Fertigstellung war ursprünglich für 2015 geplant. 

## Weblink
- Nationale Autobahn AG Ungarn (ungarisch)